# Cínclids
Els cínclids són una família d'ocells passeriformes que comprèn cinc espècies, l'única europea de les quals és la merla d'aigua (Cinclus cinclus).

## Morfologia
- Mida petita (17-20 cm).
- Plomatge dens.
- Ales relativament curtes però molt musculades per poder nedar sota l'aigua.
- Ulls adaptats per a millorar la visió subaquàtica.

## Reproducció
La incubació dels ous s'allarga durant un període de 16-17 dies i els pollets són alimentats per tots progenitors. Poden efectuar dues postes el mateix any.

## Alimentació
Mengen invertebrats com ara larves, ous de peixos i peixets. mol·luscs i crustacis també són consumits, especialment a l'hivern quan les larves d'insectes són escasses.

## Hàbitat
Habiten vora els rius i torrents d'aigües ràpides.

## Distribució geogràfica
Viuen al Marroc (només a la serralada de l'Atles), Euràsia i l'Amèrica occidental.

## Costums
Tenen molta habilitat per a nedar sota l'aigua. A més, la seua sang té una alta concentració d'hemoglobina per a emmagatzemar més oxigen i poder romandre sota l'aigua fins a 30 segons.

## Conservació
Els cínclids es veuen afectats per la pol·lució i per l'acidificació i terbolesa causades per l'erosió del sòl. A més, la creació d'embassaments i canals pot degradar i destruir el seu hàbitat natural.
D'altra banda, són objecte de persecució per part dels humans per diverses raons: a la serralada de l'Atles són caçats per les seues suposades propietats afrodisíaques i, en certes àrees d'Escòcia i Alemanya fins a començaments del segle xx, també eren caçats perquè hom creia que s'alimentaven d'ous de salmònids.
Tot i així, l'estat de conservació de les diferents espècies de cínclids no és preocupant llevat de Cinclus schulzi que forma poblacions petites i fragmentades a Sud-amèrica, especialment a l'Argentina a causa de la gestió de les conques fluvials.

## Taxonomia
Aquest gènere està format per 5 espècies:
- merla d'aigua europea (Cinclus cinclus).
- merla d'aigua nord-americana (Cinclus mexicanus).
- merla d'aigua bruna (Cinclus pallasii).
- merla d'aigua capblanca (Cinclus leucocephalus).
- merla d'aigua gorja-roja (Cinclus schulzii).